# Варела, Альфредо
Альфре́до Ма́ртин Пе́дро Варе́ла (исп. Alfredo Martin Pedro Varela; 24 сентября 1914 года, Буэнос-Айрес, Аргентина, — 26 февраля 1984 года, Мар-дель-Плата, Аргентина) — аргентинский писатель  и общественный деятель.

## Биография
Член Коммунистической партии Аргентины с 1934 года, а с 1963 года — член ЦК КПА. В 1930-е годы — участник Антиимпериалистического альянса, один из основателей Ассоциации молодых писателей. В годы Второй мировой войны писал стихи об СССР и Красной Армии. В 1948 году посетил СССР, впечатлениями об этом он поделился в книге «Дневник аргентинского журналиста в СССР», за которую подвергся аресту при режиме Хуана Перона. Долгие годы жил в эмиграции. Один из инициаторов Движения сторонников мира. С 1950 года — член Всемирного совета мира, с 1956 года член его бюро, а в 1969—1974 годах — секретарь. Вице-президент Аргентинского Совета Мира; один из организаторов движения солидарности с борющимся народом Вьетнама. Неоднократно подвергался арестам. Его публицистика посвящена борьбе за мир, за утверждение социализма и передовой культуры. Перевёл на испанский язык произведения Брехта и Хикмета.
Был женат на актрисе Юю Бленхио (1932—2012).

## Сочинения
- роман «Тёмная река» (1943, русский перевод 1946, положен в основу фильма «Текут мутные воды», 1952, режиссёр Уго дель Карриль)
- книга «Аргентинский журналист в Советском Союзе» (1948)
- документальная повесть «Гуэмес и война гаучо» (1944)
- документальная повесть «Хорхе Кальво, героическая молодежь» (1952, русский перевод «Хорхе Кальво. Путь к бессмертию», 1974)
- книга «Куба революционная» (1960, русский перевод 1962)
- поэма «Неистощимое удобрение» (1967, фрагментарный перевод на русский 1968)
- Стихи. — М., Прогресс, 1976.

## Награды
- Золотая медаль Мира им. Жолио-Кюри (1965)
- Международная Ленинская премия «За укрепление мира между народами» (1972)
- орден Дружбы народов (28.09.1974)